# Eerste nationale herenhandbal 1959/60
De eerste nationale 1958/59 was het derde seizoen in de hoogste herendivisie in het Belgische handbal.

## Opzet
De eerste nationale doen er achtteams aan mee die in een heen en terugronde tegen elkaar spelen .
- Wie na 14 wedstrijden op de eerste plaats eindigt kroont zich als landskampioen van België. Daarnaast plaats het team zich voor de Europa Cup.
- De nummer 8 en 9 degraderen naar de tweede nationale.

## Teams
| Ploeg                    | Plaats            | Provincie |
| ------------------------ | ----------------- | --------- |
| Gendarmerie de Bruxelles | Brussel           | Brussel   |
| JS Herstal               | Herstal           | Luik      |
| Jupille HBC              | Jupille-sur-Meuse | Luik      |
| K Lyra                   | Lier              | Antwerpen |
| Malinois HC              | Mechelen          | Antwerpen |
| ROC Flémalle             | Flémalle          | Luik      |
| Union Beynoise           | Beyne-Heusay      | Luik      |
| Université de Liège      | Luik              | Luik      |
| La Fraternité Verviers   | Verviers          | Luik      |

## Stand
| Pos | Club                     | Wed | W  | G | V  | Ptn | DT  | DV  | +/−  | Opmerking                           |
| --- | ------------------------ | --- | -- | - | -- | --- | --- | --- | ---- | ----------------------------------- |
| 1   | ROC Flémalle             | 16  | 16 | 0 | 0  | 32  | 356 | 135 | +221 | Landskampioen                       |
| 2   | Union Beynoise           | 16  | 12 | 0 | 4  | 24  | 284 | 151 | +133 |                                     |
| 3   | Université de Liège      | 16  | 11 | 1 | 4  | 23  | 311 | 225 | +86  |                                     |
| 4   | Malinois HC              | 16  | 10 | 0 | 6  | 20  | 209 | 210 | -1   |                                     |
| 5   | Gendarmerie de Bruxelles | 16  | 7  | 0 | 9  | 14  | 172 | 247 | -75  |                                     |
| 6   | Jupille HBC              | 16  | 6  | 0 | 10 | 13  | 168 | 236 | -68  |                                     |
| 7   | JS Herstal               | 16  | 5  | 1 | 10 | 11  | 165 | 216 | -51  |                                     |
| 8   | K Lyra TSV               | 16  | 1  | 2 | 13 | 4   | 117 | 247 | -130 | Degradeert naar de tweede nationale |
| 9   | La Fraternité Verviers   | 16  | 2  | 0 | 14 | 4   | 119 | 266 | -147 | Degradeert naar de tweede nationale |

|              |
| ROC Flémalle |
| 3de titel    |

1957/58 · 1958/59 · 1959/60 · 1960/61 · 1961/62 · 1962/63 · 1963/64 · 1964/65 · 1965/66 · 1966/67 · 1967/68 · 1968/69 · 1969/70 · 1970/71 · 1971/72 · 1972/73 · 1973/74 · 1974/75 · 1975/76 · 1976/77 · 1977/78 · 1978/79 · 1979/80 · 1980/81 · 1981/82 · 1982/83 · 1983/84 · 1984/85 · 1985/86 · 1986/87 · 1987/88 · 1988/89 · 1989/90 · 1990/91 · 1991/92 · 1992/93 · 1993/94 · 1994/95 · 1995/96 · 1996/97 · 1997/98 · 1998/99 · 1999/00 · 2000/01 · 2001/02 · 2002/03 · 2003/04 · 2004/05 · 2005/06 · 2006/07 · 2007/08 · 2008/09 · 2009/10 · 2010/11 · 2011/12 · 2012/13 · 2013/14 · 2014/15 · 2015/16 · 2016/17 · 2017/18 · 2018/19 · 2019/20 · 2020/21 · 2021/22 · 2022/23 · 2023/24 · 2024/25 ·